# Malitaskur
Malitaskur era una ciutat de l'Imperi Hitita on Telepinus va desterrar al seu gendre Al·luwamnas (casat amb la seva filla Harapšeki), perquè havia participat en una revolta. Algunes versions diuen que Al·luwamnas va ser desterrat pel rei usurpador Tahurwailis, que se suposa que va regnar immediatament després de Telepinus, per evitar l'accés al tron d'aquest hereu. Més tard Al·luwamnas, pel dret de la seva dona, va succeir al seu sogre en el tron.